# Hores d'Isabel Estuard
Les Hores d'Isabel Estuard, duquessa de Bretanya (MS 62), és un llibre d'hores il·luminat que es va fer a Angers entre el 1417 i el 1418 o abans del 1431 (hi ha dues teories contraposades sobre el seu encàrrec), al taller del Mestre Rohan, tot i que hi col·laboraren altres mestres, inclòs el mestre de Giac i el mestre de la Mare de Déu.
El manuscrit segueix la litúrgia de les Hores de París i està escrit en llatí. Fa 24,8 cm per 17,8 cm i té 234 folis. Conté or, tinta i pintura al tremp. El va adquirir Richard Fitzwilliam el 1808, que el va llegar al Museu Fitzwilliam de Cambridge després de la seua mort, el 1816.

El van fer per a Violant de la Corona Catalanoaragonesa (1380-1442), duquessa d'Anjou; duu, però, el nom d'Isabel Estuard, que en fou una de les primeres propietàries i hi va fer afegir l'escut d'armes de la seua família. Violant era coneguda per la seua intel·ligència i perspicàcia política, i fou mecenes de les arts; encarregà cap al 1400-1414 la construcció de la capella de Joan Baptista al castell d'Angers. Posseïa  el llibre d'hores Belles hores de Jean de France, duc de Berry, i el posà a disposició del mestre Rohan mentre treballava en aquest llibre, que probablement estava destinat a la seua filla, també anomenada Violant (1412-40), amb motiu del seu matrimoni amb Francesc I, duc de Bretanya.

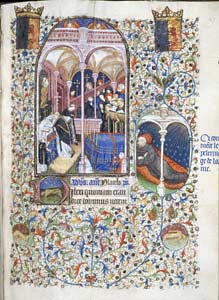
Ofici de Difunts
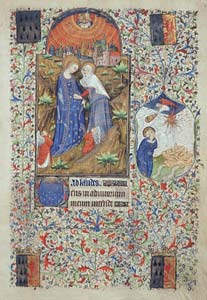
La Visitació
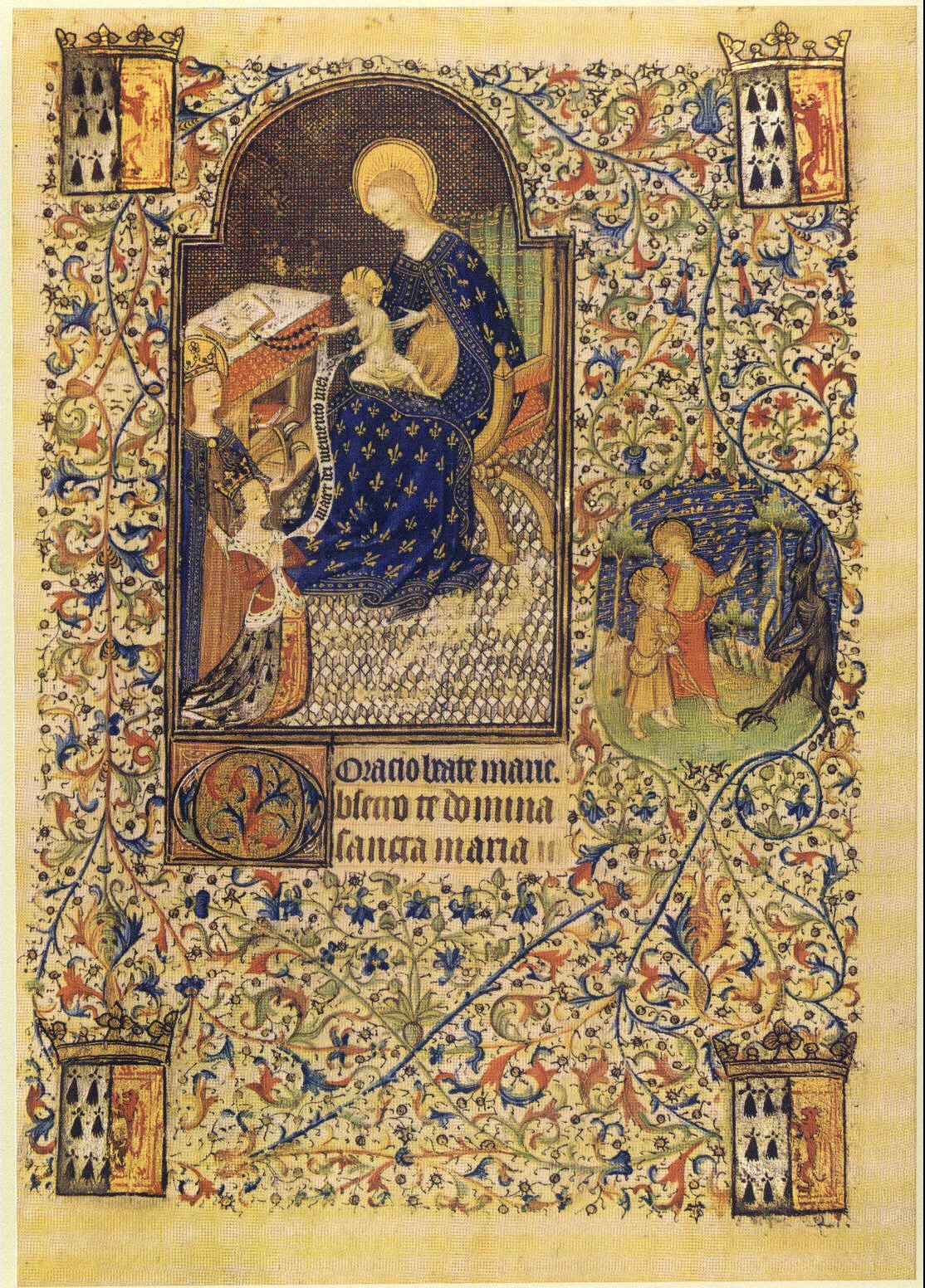
Marededeu i Infant
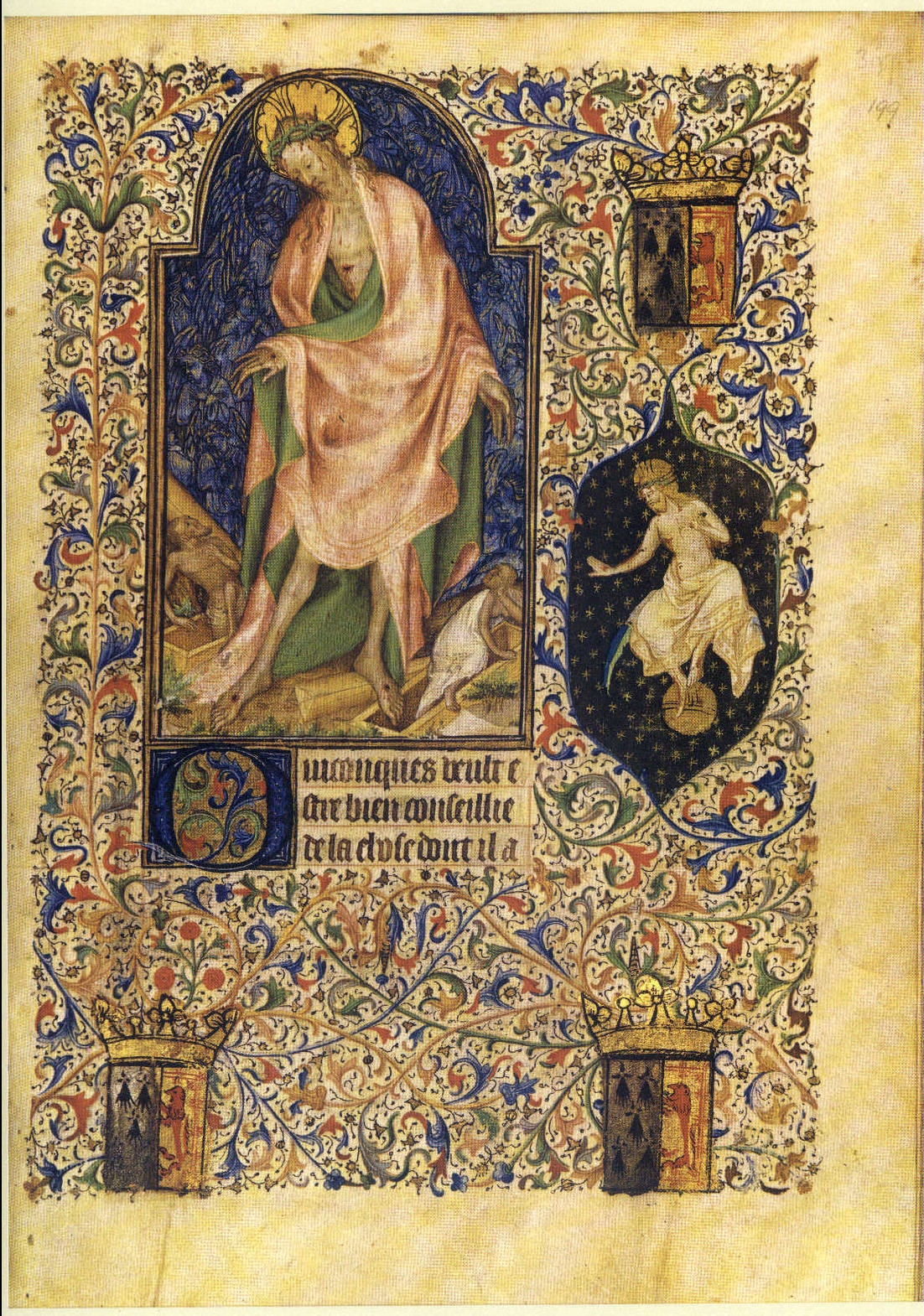
Crist